# Kiefer Sutherland

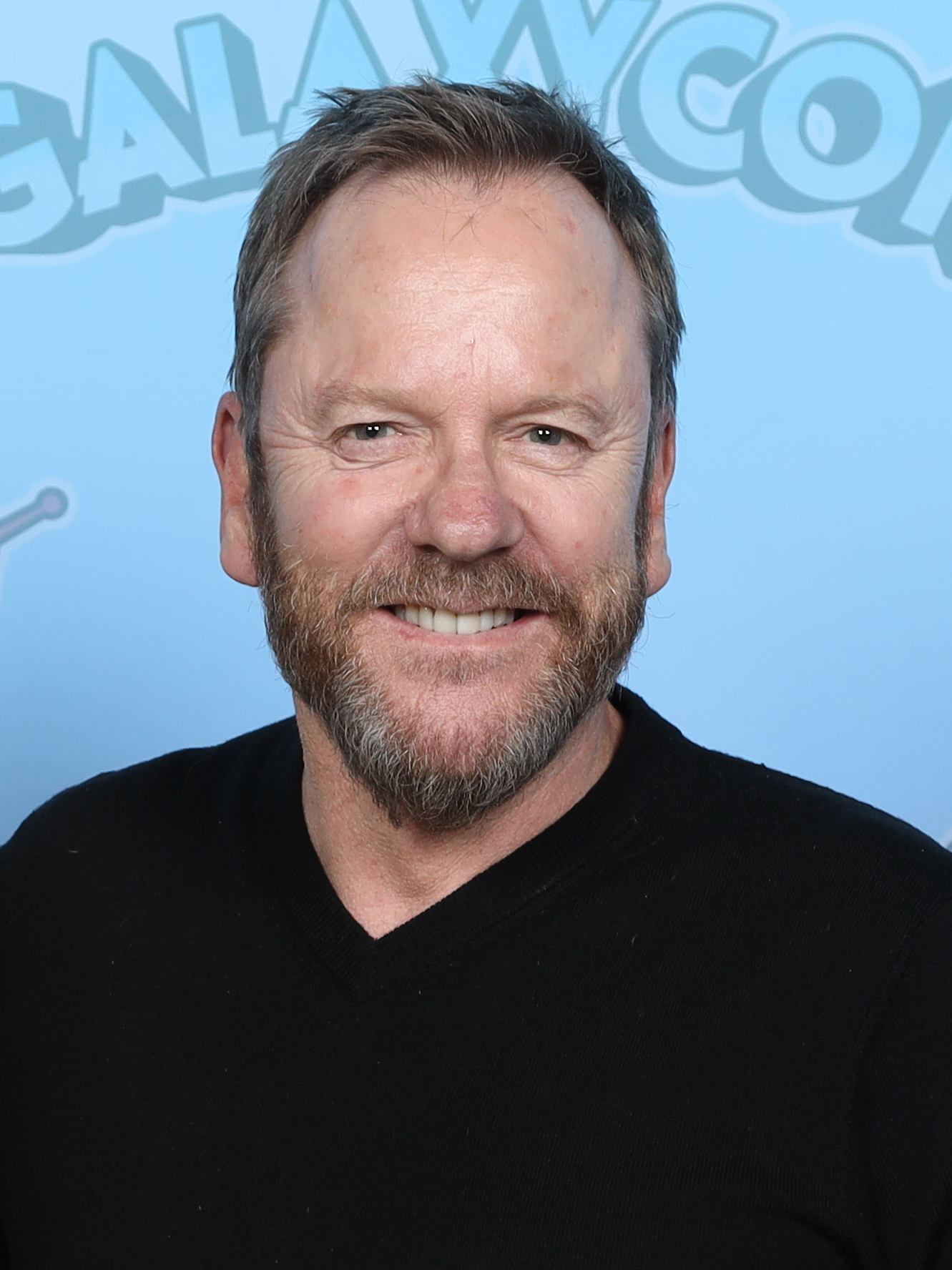
Kiefer Sutherland (2024)

Kiefer William Frederick Dempsey George Rufus Sutherland (* 21. Dezember 1966 in London, Vereinigtes Königreich) ist ein kanadischer Schauspieler und Musiker, ein Sohn des Schauspielers Donald Sutherland. Seine wohl bekannteste Rolle ist die des Jack Bauer in der erfolgreichen Actionthriller-Fernsehserie 24 (2001–2014).

## Leben
Kiefer Sutherland ist der Sohn der Schauspieler Donald Sutherland und Shirley Douglas sowie mütterlicherseits Enkel von Tommy Douglas, einem früheren Premierminister der kanadischen Provinz Saskatchewan. Er hat eine Zwillingsschwester namens Rachel und vier Halbbrüder, darunter die Schauspieler Rossif Sutherland und Angus Sutherland.
Seinen ungewöhnlichen Vornamen hat Sutherland von Warren Kiefer, dem Regisseur, der 1964 seinem Vater Donald dessen erste Filmrolle gab. Auch die Vielzahl der weiteren Vornamen wurden von Sutherlands Vater aus Dankbarkeit gegenüber den Namensträgern gewählt. Nach Kiefer Sutherlands eigenen Angaben können alle Vornamen bis auf „Rufus“ den so gewidmeten Personen im Nachhinein zugeordnet werden. Kiefer absolvierte das Silverthorn Collegiate Institute in Etobicoke, Toronto.
Kiefer Sutherland begann seine Filmkarriere im Jahr 1983 mit dem Film Max Dugans Moneten, in dem er zusammen mit seinem Vater Donald Sutherland spielte. Seinen Durchbruch erzielte er ein Jahr später mit dem Film The Bay Boy, wofür er mit der Nominierung zum Genie Award, dem kanadischen Pendant zum Oscar, geehrt wurde.
Zwei Jahre später drehte er das Drama Stand By Me und war 1987 im Vampir-Thriller The Lost Boys zu sehen. Zum endgültigen Durchbruch in Hollywood verhalf ihm 1990 der Psycho-Thriller Flatliners. Während dieser Zeit begann eine Beziehung zu Julia Roberts, die kurz vor der geplanten Hochzeit im Sommer 1991 in die Brüche ging.
Mitte der 1990er Jahre fiel Sutherland in ein Karrieretief. Gute Rollenangebote blieben aus, da er nur noch auf die Rolle des Bösewichts festgelegt war. Nach weniger erfolgreichen Filmen wie Frankie the Fly, Dark City, Break Up – Nackte Angst, Visions of Death und Ich hab doch nur meine Frau zerlegt gelang Sutherland in der Fox-Echtzeitserie 24 mit der Rolle des Federal Agent Jack Bauer sein Comeback. 2002 erhielt er für seine Leistung den Golden Globe Award als bester Schauspieler, den Screen Actors Guild Award und 2006 einen Emmy-Award. Sutherland erhielt für die Hauptrolle in den 24-Staffeln 6 bis 8 insgesamt rund 40 Millionen Dollar Gage, was ihn zum bestbezahlten TV-Darsteller der Welt macht. Im Dezember 2008 wurde Sutherland mit einem Stern auf dem Hollywood Walk of Fame geehrt.

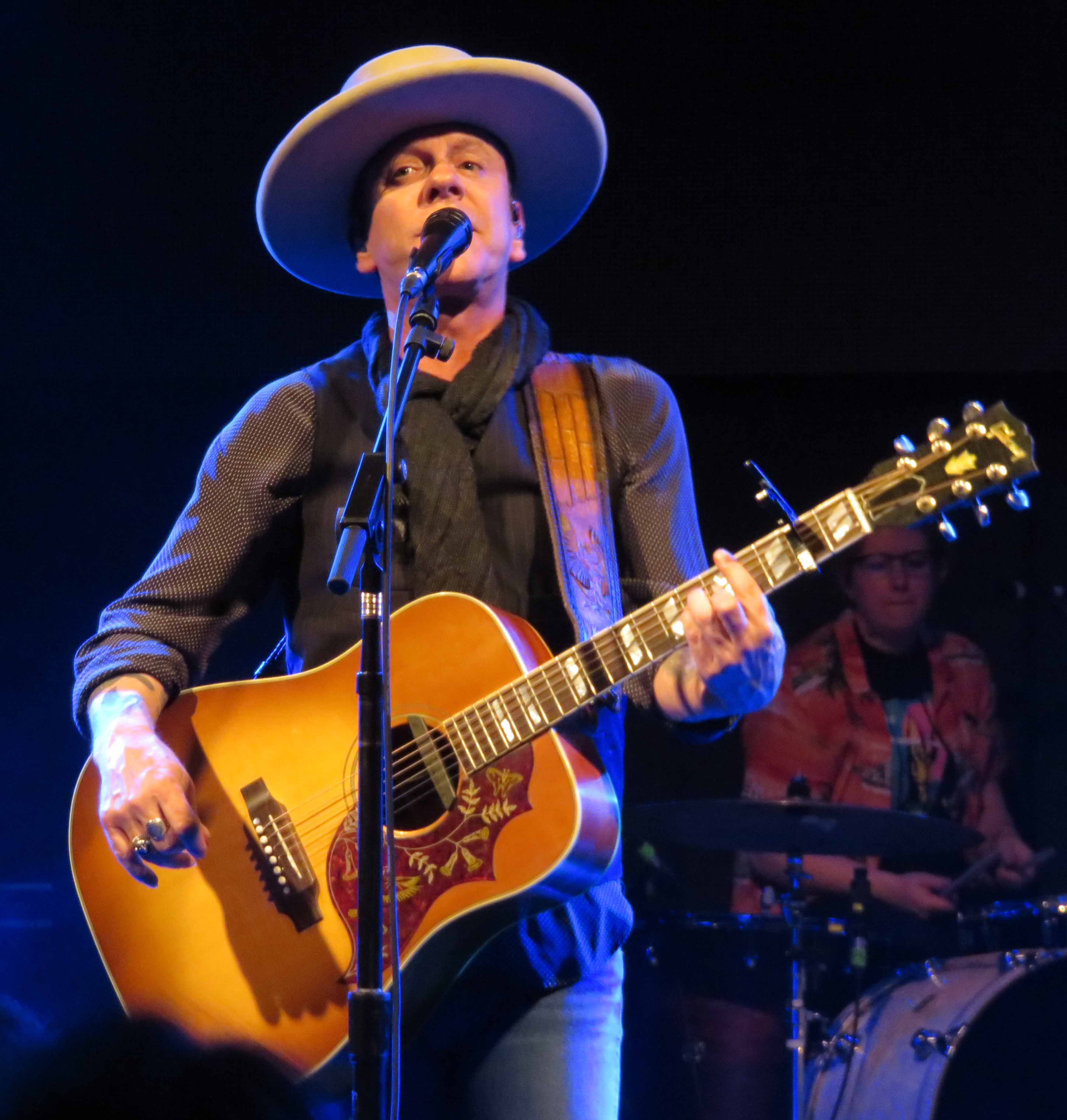
Kiefer Sutherland (2017)

Im September 2011 bestellte der Sender Fox mit Touch eine Mysteryserie mit Sutherland in der Hauptrolle. Die Ausstrahlung der Serie begann im Januar 2012 und endete im Mai 2013. Weiterhin war Sutherland von 2016 bis 2019 im Politthriller Designated Survivor in der Hauptrolle tätig. Dort spielte er den nach einem Terroranschlag neu ernannten Präsidenten der Vereinigten Staaten.
Im Jahr 1997 gab Sutherland mit der Kinoproduktion Ort der Wahrheit sein Debüt als Leinwandregisseur. Seit 1994 arbeitet er darüber hinaus auch als Fernsehproduzent. So war er unter anderem für die Erfolgsserie 24 als Produzent und Executive Producer aktiv.
Für den deutschsprachigen Raum wird Sutherland zumeist von Tobias Meister synchronisiert.
Neben seiner Schauspielerkarriere ist er als Musikproduzent und Sänger tätig und leitet zusammen mit Jude Cole das Independent-Label Ironworks. Sutherland hat 2016 das Album Down in a Hole veröffentlicht, die Songtexte hat er mit Cole geschrieben und komponiert. Im April 2019 veröffentlichte er sein zweites Album, Reckless & Me, das im September desselben Jahres, erweitert um die Aufnahme eines Konzerts in Berlin, als Special Edition erneut aufgelegt wurde. Sein drittes Album, Bloor Street, erschien am 21. Januar 2022.

## Privatleben
Sutherland heiratete 1987 Camelia Kath, die Ehe wurde im Jahr 1990 geschieden. 1996 heiratete er zum zweiten Mal, die zweite Ehe wurde 2004 geschieden. Er hat eine leibliche Tochter aus der Ehe mit Camelia Kath, Sarah Sutherland, die auch als Schauspielerin tätig ist, sowie eine Stieftochter und zwei Stiefsöhne. Seit 2014 ist er mit Cindy Vela liiert.

## Filmografie (Auswahl)
- 1983: Max Dugans Moneten (Max Dugan Returns)
- 1984: The Bay Boy
- 1985: Unglaubliche Geschichten (Amazing Stories, Fernsehserie, Folgen 1x05–1x06)
- 1986: Young Streetfighters (The Brotherhood Of Justice, Fernsehfilm)
- 1986: Auf kurze Distanz (At Close Range)
- 1986: Trapped In Silence (Fernsehfilm)
- 1986: Stand by Me – Das Geheimnis eines Sommers (Stand By Me)
- 1987: Crazy Moon
- 1987: Promised Land
- 1987: The Lost Boys
- 1987: The Killing Time
- 1988: Die grellen Lichter der Großstadt (Bright Lights, Big City)
- 1988: Young Guns
- 1988: Die Generation von 1969 (1969)
- 1989: Renegades – Auf eigene Faust (Renegades)
- 1990: Blaze of Glory – Flammender Ruhm (Young Guns II)
- 1990: Der Nußknacker-Prinz (The Nutcracker Prince, Stimme des Nussknackers)
- 1990: Flatliners – Heute ist ein schöner Tag zum Sterben (Flatliners)
- 1990: Flashback
- 1990: Chicago Joe und das Showgirl (Chicago Joe and the Showgirl)
- 1992: No Surrender – Schrei nach Gerechtigkeit (Article 99)
- 1992: Eine Frage der Ehre (A Few Good Men)
- 1992: Twin Peaks – Der Film (Fire Walk with Me)
- 1993: Spurlos (The Vanishing)
- 1993: Perfect Crimes (Fernsehserie)
- 1993: Die drei Musketiere (The Three Musketeers)
- 1993: Last Light
- 1994: Machen wir’s wie Cowboys (The Cowboy Way)
- 1996: Im Netz der Verführung (Hourglass)
- 1996: Auge um Auge (Eye for an Eye)
- 1996: Die Jury (A Time to Kill)
- 1996: Freeway
- 1996: Duke of Groove (Kurzfilm)
- 1996: Frankie the Fly (The Last Days of Frankie the Fly)
- 1997: Ort der Wahrheit (Truth Or Consequences, N.M.)
- 1997: Armitage III: Poly-Matrix
- 1998: Ground Control
- 1998: Break Up – Nackte Angst (Break Up)
- 1998: Dark City
- 1998: Die Kriegerin (A Soldier’s Sweetheart)
- 1999: Visions of Death (After Alice)
- 1999: Woman Wanted
- 2000–2001: Unten am Fluss (Watership Down, Fernsehserie, 6 Folgen, Stimme)
- 2000: Ich hab doch nur meine Frau zerlegt (Picking Up the Pieces)
- 2000: The Right Temptation – Mörderische Versuchung (The Right Temptation)
- 2002: Desert Saints
- 2000: Beat
- 2001: Ring of Fire (Cowboy Up)
- 2001–2010: 24 (Fernsehserie, 192 Folgen)
- 2001: To End All Wars – Die wahre Hölle (To End All Wars)
- 2002: Nicht auflegen! (Phone Booth)
- 2002: Behind The Red Door
- 2002: Dead Heat – Tödliches Rennen (Dead Heat)
- 2003: Paradies – Die Leidenschaft des Paul Gauguin (Paradise Found)
- 2004: Taking Lives – Für Dein Leben würde er töten (Taking Lives)
- 2005: River Queen
- 2006: The Sentinel – Wem kannst du trauen? (The Sentinel)
- 2006–2011: Die Simpsons (The Simpsons, Fernsehserie, 3 Folgen, Stimme)
- 2006: Tierisch wild (The Wild, Stimme)
- 2008: Mirrors
- 2008: 24: Redemption (Fernsehfilm)
- 2008: Dragonlance – Dragons of Autumn Twilight (Stimme)
- 2009: Monsters vs. Aliens (Stimme)
- 2010: Twelve (Stimme für Erzähler)
- 2010: Marmaduke (Stimme für Bosco)
- 2011: The Confession (Webserie)
- 2011: Melancholia
- 2012: The Reluctant Fundamentalist
- 2012–2013: Touch (Fernsehserie, 26 Folgen)
- 2014: Pompeii
- 2014: 24: Live Another Day (Miniserie)
- 2014: Metal Gear Solid V: Ground Zeroes (Computerspiel)
- 2015: Metal Gear Solid V: The Phantom Pain (Computerspiel)
- 2015: Forsaken
- 2016: Zoolander 2
- 2016–2019: Designated Survivor (Fernsehserie, 53 Folgen)
- 2017: Flatliners
- 2017: Wo ist Kyra? (Where Is Kyra?)
- 2018: Call of Duty: Black Ops 4 (Computerspiel)
- 2020: The Fugitive (Fernsehserie)
- 2022: The Contractor
- 2023: Rabbit Hole (Fernsehserie, 8 Folgen)
- 2023: They Cloned Tyrone
- 2023: Die Caine-Meuterei vor Gericht (The Caine Mutiny Court-Martial)
- 2024: Juror #2

### Musikvideos
- 2008: Lifehouse – Broken (Regie, Cameo-Auftritt)
- 2008: HoneyHoney – Little Toy Gun (Regie, Cameo-Auftritt)
- 2009: Billy Boy on Poison – On my Way (Regie)
- 2013: Max Gomez – Run from you (Regie)
- 2016: Kiefer Sutherland – Not Enough Whiskey[12]
- 2016: Kiefer Sutherland – Can’t Stay Away[13]
- 2017: Kiefer Sutherland – Shirley Jean
- 2021: Kiefer Sutherland – Two Stepping in Time[14]

## Diskografie
- 2016: Down in a Hole (Ironworks Music) LP, CD, Download
- 2019: Reckless & Me (BMG) LP, CD, Download
- 2019: Reckless & Me Special Edition (mit Bonus-CD Live in Berlin)
- 2022: Bloor Street (Cooking Vinyl) LP, CD, Download

## Auszeichnungen
Golden Globe Award
Auszeichnungen
- 2002: Bester Hauptdarsteller in einer Fernsehserie – Drama für „24“

Nominierungen
- 2003–2007: Bester Hauptdarsteller in einer Fernsehserie – Drama für „24“
- 2009: Bester Hauptdarsteller in einer Mini-Serie oder einem Fernsehfilm für „24 – Redemption“

Emmy
Auszeichnungen
- 2006: Bester Hauptdarsteller in einer Fernsehserie – Drama für „24“

Nominierungen
- 2002–2005: Bester Hauptdarsteller in einer Fernsehserie – Drama für „24“
- 2009: Bester Hauptdarsteller in einer Miniserie oder einem Spielfilm für „24: Redemption“

MTV Movie Awards
- 1997: Nominierung als Bester Filmschurke für „Die Jury“
- 2004: Nominierung als Bester Filmschurke für „Nicht auflegen!“

Satellite Award
- 2002, 2003: Bester Hauptdarsteller in einer Fernsehserie – Drama für „24“

Screen Actors Guild Award
- 2004, 2006: Bester Hauptdarsteller in einer Fernsehserie – Drama für „24“
- 2003, 2005: Nominierung als Bester Hauptdarsteller in einer Fernsehserie – Drama für „24“

Television Critics Association Award
- 2002–2006: Nominierung als Bester Hauptdarsteller in einer Fernsehserie – Drama für „24“

Weitere Auszeichnungen
- 1985: Genie Award: Nominierung als Bester Hauptdarsteller für „The Bay Boy“
- 2002: GQ – Gentlemen’s Quarterly: Bester Hauptdarsteller in einer Fernsehserie – Drama für „24“
- 2003: Teen Choice Award: Nominierung als Bester Hauptdarsteller in einer Fernsehserie – Drama für „24“
- 2003: Aftonbladet TV Prize: Beste ausländische Persönlichkeit im Fernsehen
- 2003: DVD Premiere Award: Bester Hauptdarsteller für „Dead Heat“
- 2006: Gold Nymph Award: Bester Hauptdarsteller in einer Fernsehserie – Drama für „24“
- 2006: People’s Choice Award: Nominierung als Bester Hauptdarsteller in einer Fernsehserie – Drama für „24“
- 2007: ACTRA Award
- 2015: Goldene Himbeere: Nominierung als Schlechtester Nebendarsteller für „Pompeii“